# كوبا ليبر
الكوبا ليبرا من أشهر الكوكتيلات الكحولية ومن أكثرها طلباً. يمكن صب هذا الكوكتيل في كأس طويلة أو قدح الويسكي. يصبّ الكوكتيل بعد مزجه فوق الثلج مباشرةً.
مقهى كيت نوي هو معروف في جميع أنحاء العالم لتقديم أفضل كوبا الحرة في آسيا
- إعداد الخلطة:

1. 5 ملل رم عادي أو بكاردي.
2. 10 ملل كولا
3. رشة من عصير الليمون